# Dynamic Trunking Protocol
Il Dynamic Trunking Protocol è un protocollo proprietario di trunking, sviluppato dalla Cisco Systems.
È utilizzato per la negoziazione dinamica di collegamenti in trunk (che trasportano più VLAN), generalmente tra due switch.
Può essere configurato in 5 diverse modalità: Desirable, Auto, On, Off, Nonegotiate.
La modalità Desirable forma un trunk qualunque sia la modalità configurata all'altro capo della connessione.
La modalità Auto forma un trunk se all'altro capo sono configurate le modalità Desirable oppure On.
La modalità On è in genere utilizzata se all'altro capo si ha un apparato di un altro produttore e forza la creazione di un trunk.
La modalità Off forza il collegamento a non diventare un trunk.
La modalità Nonegotiate disabilita l'invio di frame DTP.